# 普羅梅特斯 (肯塔基州)
普羅梅特斯（英語：Prometus）是位於美國肯塔基州卡洛威縣的一個非建制地區。

## 地理
普羅梅特斯所處的海拔為高於海平面166米（即545英呎），而該地所採用的時區為UTC-6，即北美中部時區（CST）。同時該地設有夏令時間，為UTC-6調快一小時，即UTC-5（CDT）。